# HIF1AN
HIF1AN (англ. Hypoxia inducible factor 1 alpha subunit inhibitor) – білок, який кодується однойменним геном, розташованим у людей на короткому плечі 10-ї хромосоми. Довжина поліпептидного ланцюга білка становить 349 амінокислот, а молекулярна маса — 40 285.
| 10         |  | 20         |  | 30         |  | 40         |  | 50         |
| ---------- |  | ---------- |  | ---------- |  | ---------- |  | ---------- |
| MAATAAEAVA |  | SGSGEPREEA |  | GALGPAWDES |  | QLRSYSFPTR |  | PIPRLSQSDP |
| RAEELIENEE |  | PVVLTDTNLV |  | YPALKWDLEY |  | LQENIGNGDF |  | SVYSASTHKF |
| LYYDEKKMAN |  | FQNFKPRSNR |  | EEMKFHEFVE |  | KLQDIQQRGG |  | EERLYLQQTL |
| NDTVGRKIVM |  | DFLGFNWNWI |  | NKQQGKRGWG |  | QLTSNLLLIG |  | MEGNVTPAHY |
| DEQQNFFAQI |  | KGYKRCILFP |  | PDQFECLYPY |  | PVHHPCDRQS |  | QVDFDNPDYE |
| RFPNFQNVVG |  | YETVVGPGDV |  | LYIPMYWWHH |  | IESLLNGGIT |  | ITVNFWYKGA |
| PTPKRIEYPL |  | KAHQKVAIMR |  | NIEKMLGEAL |  | GNPQEVGPLL |  | NTMIKGRYN  |

A: Аланін

C: Цистеїн

D: Аспарагінова кислота

E: Глутамінова кислота

F: Фенілаланін

G: Гліцин

H: Гістидин

I: Ізолейцин

K: Лізин

L: Лейцин

M: Метіонін

N: Аспарагін

P: Пролін

Q: Глутамін

R: Аргінін

S: Серин

T: Треонін

V: Валін

W: Триптофан

Кодований геном білок за функцією належить до оксидоредуктаз. 
Задіяний у таких біологічних процесах, як транскрипція, регуляція транскрипції, ацетилювання. 
Білок має сайт для зв'язування з іонами металів, іоном заліза. 
Локалізований у цитоплазмі, ядрі.